# Г'єрсті Тюссе-Плетцер
Г'єрсті Тюссе-Плетцер (норв. Kjersti Tysse-Plätzer, 18 січня 1972) — норвезька легкоатлетка, олімпійська медалістка.

## Виступи на Олімпіадах
| Олімпіада   | Дисципліна      | Місце |
| ----------- | --------------- | ----- |
| Сідней 2000 | ходьба на 20 км | 2     |
| Афіни 2004  | ходьба на 20 км | 12    |
| Пекін 2008  | ходьба на 20 км | 2     |